# شهرستان راکدیل (جورجیا)
شهرستان راکدیل، جورجیا (به انگلیسی: Rockdale County, Georgia) یک سکونتگاه مسکونی در ایالات متحده آمریکا است که در جورجیا واقع شده‌است.